# Woodsia × maxonii
Woodsia × maxonii là một loài dương xỉ trong họ Woodsiaceae. Loài này được Tryon mô tả khoa học đầu tiên năm 1949.
Danh pháp khoa học của loài này chưa được làm sáng tỏ. 